# Labrisomus pomaspilus
Labrisomus pomaspilus är en fiskart som beskrevs av Springer och Rosenblatt, 1965. Labrisomus pomaspilus ingår i släktet Labrisomus och familjen Labrisomidae. IUCN kategoriserar arten globalt som otillräckligt studerad. Inga underarter finns listade i Catalogue of Life.